# Jungjong van Joseon
Koning Jungjong, geboren als Yi Yeok, was de elfde vorst van de Koreaanse Joseondynastie. Hij volgde zijn halfbroer, Yeonsangun op die was afgezet.
Jungjong begon zijn regering met het herstellen van de fouten die zijn halfbroer gemaakt had. Zijn liberale politiek sloeg niet aan bij de conservatieve ambtenaren aan het hof. Zij werkten de koning tegen en het lukte hun uiteindelijk om de belangrijkste liberale adviseur van de koning, Jo Gwang-jo, af te zetten en zijn volgelingen te laten executeren.
Hierna verloor de koning zijn feitelijke macht. De regering verzwakte onder de druk van corrupte politici. De interne onrusten zorgden er tevens voor dat naburige landen militaire druk uitoefenden op Korea. Kustplaatsen hadden te lijden van aanvallen van Japanse piraten en ook de Jurchen in het noorden oefenden druk uit op de Joseondynastie.
Jungjong bereikte niet veel tijdens zijn regeringsperiode, maar het was wel een periode van betrekkelijke kalmte ten opzichte van zijn voorganger.
Jungjong werd opgevolgd door Injong.

## Jang geum
Jungjong kwam in 2003 weer in de schijnwerpers bij het Koreaanse publiek, toen de Zuid-Koreaanse omroep MBC een soapserie uitzond met de titel Dae Jang Geum over de eerste vrouwelijke arts aan het hof van Joseon.

## Volledige postume naam
- Koning Jungjong Gonghee Hwimun Somu Heumin Seonghyo de Grote van Korea
- 중종공희휘문소무흠인성효대왕
- 中宗恭僖徽文昭武欽仁誠孝大王

- International Standard Name Identifier: 0000 0003 8290 6596
- Library of Congress Control Number: n85077711
- Système universitaire de documentation: 142282642
- Virtual International Authority File: 267395881
- WorldCat: E39PBJdMfrR89kG4qCBJhvkkXd